# Festa del Soccorso
La festa del Soccorso è la festa patronale di San Severo in Puglia.
L'evento celebra la solennità liturgica della Madonna del Soccorso, patrona principale della città e della diocesi. Alla Vergine sono associati, nei festeggiamenti esterni della terza domenica di maggio e del lunedì successivo, i santi Severino abate e Severo vescovo, parimenti patroni principali, le cui statue affiancano quella della Madonna. La festa è caratterizzata da due  processioni, in cui si portano a spalla numerosi simulacri di santi, scandite dalle  batterie pirotecniche incendiate negli oltre venti rioni al passaggio dei sacri cortei.
Per i sanseveresi - residenti e non - la festa rappresenta un importante evento annuale, una grande e aggregante liturgia barocca in cui essi si riconoscono e si identificano, nonché una valvola di sfogo delle tensioni e delle ansie dell'intera città. Nel 2005 è stato spettatore della festa il regista Ferzan Özpetek.

## La Madonna del Soccorso

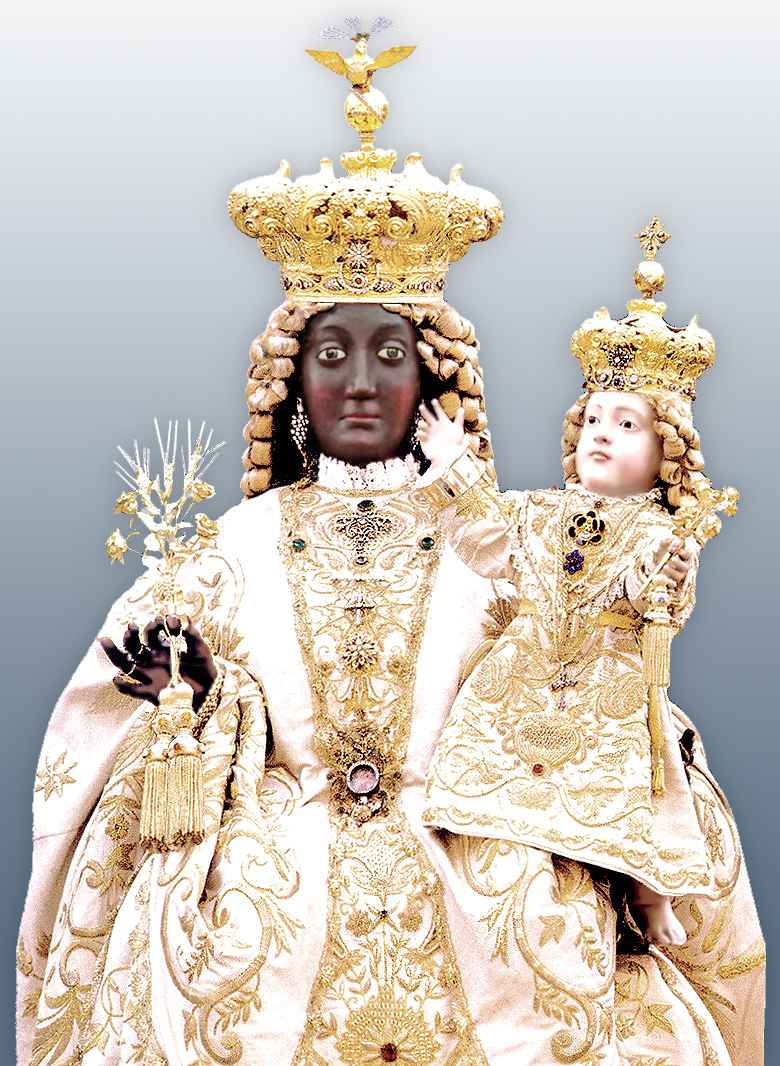
La statua della Madonna del Soccorso

Il culto della Madonna del Soccorso è legato agli Agostiniani, che a San Severo ebbero un monastero (con annessa chiesa di sant'Agostino) attestato dal 1319. Tornati in città nel 1514, dopo un periodo di allontanamento, i monaci vi promossero il culto della Madonna nera, sbocciato a Palermo nel 1306 per l'apparizione miracolosa della Vergine al monaco Nicola Bruno (o La Bruna): secondo la tradizione, la statua sanseverese della Madonna del Soccorso - resa barocca nel 1760 dall'artista Nicola Antonio Brudaglio di Andria - sarebbe giunta dalla Sicilia nel 1564. Quando il monastero agostiniano venne definitivamente soppresso (1652), la devozione alla Madonna fu tenuta viva dai massari di campo (i possidenti), che dopo il 1679 si riunirono in confraternita, canonicamente eretta nel 1704 ed elevata ad arciconfraternita nel 1870.
Quale protettrice dei campi, la Vergine nera, che nella destra tiene alcune spighe di grano, un ramo d'olivo e un grappolo d'uva, fu invocata ogni qual volta siccità, tempeste e altri pericoli minacciassero le coltivazioni sanseveresi. Dopo una prima processione penitenziale nel 1580, la statua della Madonna fu portata per i campi e nelle vie della città negli anni 1737, 1753, 1754, 1762, 1767, 1774 e 1783. Il simulacro fu anche testimone degli eccidi seguenti la rivoluzione giacobina del 1799 quando, per volere dei massari, fu portato in processione per la città a fini di persuasione politica.
Nella prima metà dell'Ottocento, parallelamente alla rapida ascesa del ceto dei possidenti, il culto per la Vergine bruna crebbe notevolmente, e nel 1857 la Madonna fu eletta patrona aeque principalis della città e diocesi. L'8 maggio 1937 la sua statua, che dai primi anni dell'Ottocento è rivestita di ricchi abiti in seta ricamata, fu solennemente incoronata con diademi d'oro tempestati di pietre preziose.
Nonostante l'incarnato della Madonna sia bruno, il Bambinello ch'essa reca in braccio è di fisionomia europea: l'originale fu sostituito con uno di colore bianco una prima volta nel 1760 e poi, dopo una rovinosa caduta, nel 1828.

## I santi Severino e Severo
San Severino abate e San Severo di Napoli sono gli altri due patroni principali della città e diocesi di San Severo.
Il patronato di san Severino è antico quanto la stessa San Severo, originariamente denominata Castellum Sancti Severini. Al santo è dedicata la più antica chiesa cittadina, prima parrocchia e matrice. Secondo la leggenda, il patrono apparve due volte in soccorso della città a lui affidata: nel 1522, con san Sebastiano, per avvertire i cittadini dell'improvviso attacco di mercenari intenzionati a fare saccheggio; nel 1528, a cavallo a capo di numerosi guerrieri celesti, per scacciare l'esercito imperiale che voleva punire San Severo per aver tradito Carlo V. Dopo il secondo miracolo il santo fu dichiarato "Difensore della Patria" e fu raffigurato nello stemma civico. Inoltre da allora, ogni anno, nel giorno della sua solennità (8 gennaio), il comune offre al santo il "voto", ossia cento libbre di cera (oggi sostituite da una somma di denaro). Nel 1580, istituita la diocesi, il santo ne divenne naturaliter il patrono, come confermato dai vescovi in tutti i sinodi diocesani. Nel 1817 fu commissionata all'artista napoletano Arcangelo Testa una bella statua del santo, che sostituì il busto cinquecentesco che ne custodiva una reliquia insigne, trafugata dai soldati francesi nel 1799. Ridotto a secondario nel corso dell'Ottocento, il patrocinio principale di san Severino fu ripristinato da S. Pio X con decreto dell'8 aprile 1908.
Il patronato di san Severo sulla città e diocesi omonima, mai canonicamente istituito nonostante sia successivo al decreto sui patronati di papa Urbano VIII (1630), è attestato dai primi del Settecento, quando fu introdotto da mons. Giocoli (titolare della cattedra sanseverese dal 1703 al 1716). Il santo affiancò il santo abate Severino con pari rango, e finanche lo precedette nelle invocazioni sinodali in quanto vescovo. Reliquie del santo si ottennero negli anni 1749, 1753, 1946 e 1992. Nel 1834 fu commissionata allo stesso Arcangelo Testa una statua di san Severo, tuttora venerata. L'8 novembre 1945 mons. Orlando ottenne il trasferimento della festa del santo - per la sola diocesi sanseverese - dal 30 aprile al 25 settembre.

## Origine ed evoluzione della festa
La prima festa patronale del Soccorso risale al 1858, l'anno seguente l'istituzione del patronato della Madonna nera. In realtà, essa non è altro che la trasformazione della festa patronale di san Severo vescovo. Prima del Settecento, l'unica festa patronale è quella di san Severino abate, «Principale Padrone, Protettore e Difensore» di città e diocesi. Lo storico secentesco Antonio Lucchino scrive che questa festa «si celebra[va] solennamente con concorso di tutto il regimento [il governo della città], e di tutto il popolo alli otto Gennaio». Si trattava di una fastosa celebrazione religiosa e civile, in occasione della quale si esponeva la «bellissima Reliquia del Santo, il maggior osso del dito grosso della mano, che si conserva[va] in una mezza statua di legno, rappresentante l'imagine del Santo in molti luoghi indorata, maestrevolmente fatta».

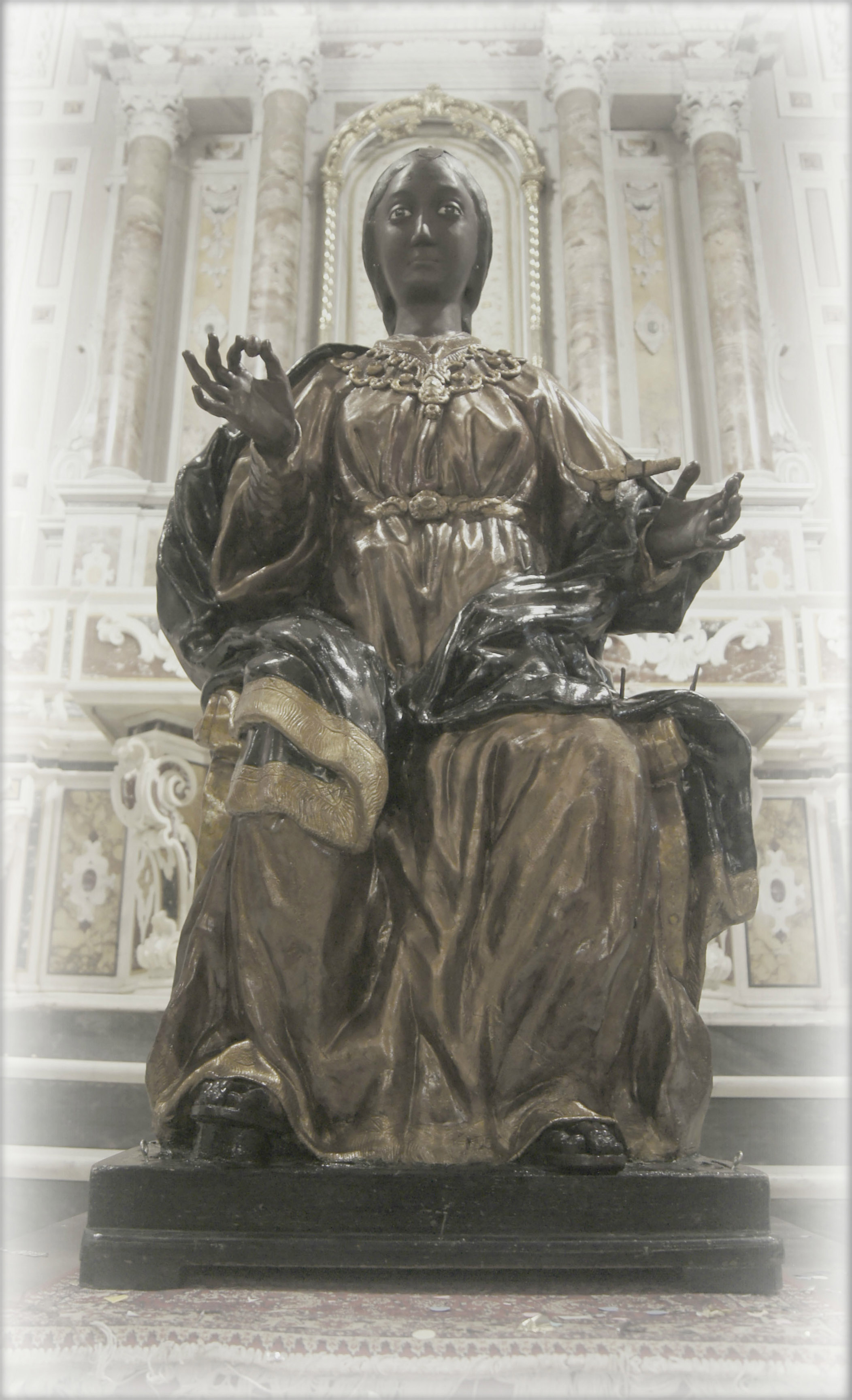
Madonna del Soccorso prima della vestizione

Nata nel primo quarto del Settecento, la festa di san Severo vescovo fu invece subito caratterizzata da una processione, prima il 30 aprile, poi la domenica seguente. Nel corteo si recava non un'immagine del santo ma una reliquia: dapprima, in mancanza d'una del santo vescovo, quella di un omonimo martire, in seguito una reliquia del patrono. Nel 1834, realizzata la statua del santo, questa prese il posto della reliquia.
Nel 1853 la confraternita del Soccorso ottenne dal vescovo e dal capitolo della cattedrale che la statua della Madonna nera, festeggiata la domenica in albis (con processione dal 1811), fosse portata in processione con quella di san Severo. Così la festa di quest'ultimo divenne quella della Vergine del Soccorso. Quando, nel 1857 la Madonna fu eletta protettrice principale, i festeggiamenti di maggio diventarono quelli patronali per eccellenza, anche in considerazione del momentaneo decadimento del culto di san Severino, declassato alla metà del secolo a patrono secondario.

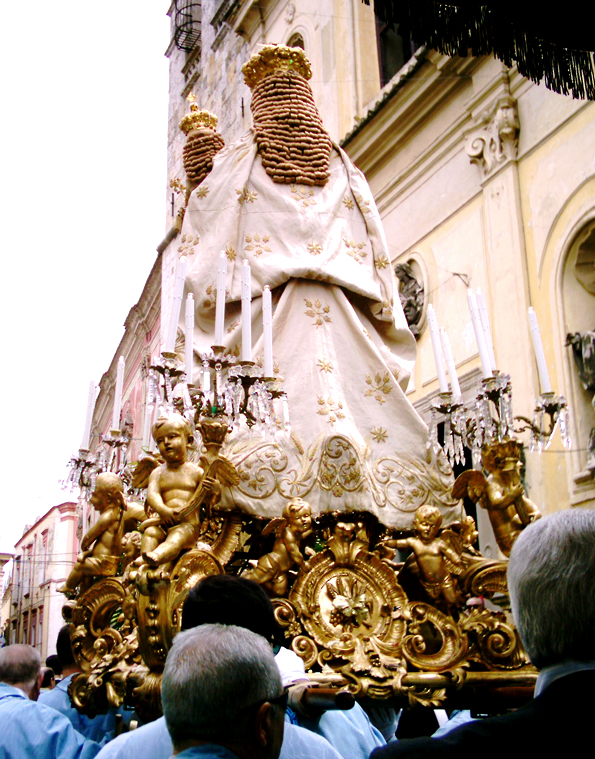
Festa del Soccorso: la statua della Madonna in piazza della Repubblica

Nel 1858 la festa si svolse dal 29 aprile al 2 maggio. Il primo giorno, salutato da spari, la statua della Madonna fu portata nella cattedrale, per l'occasione abbellita all'esterno da «dipinti trasparenti» e coll'interno «magnificamente addobbato, fiammeggiante di numerose lampade». Il simulacro fu posto «su di un Trono sfoggiante di arazzi e di ceri». Il 30 aprile, ancora annunciato da botti, la città brillò delle luci delle luminarie. Il giorno seguente, nuova festa liturgica della patrona, si distinse per «lo sparo più frequente e prolungato di masti e di artificiali batterie, la celebrazione di numerose Messe, il Pontificale dell'Eccellentissimo Vescovo assistito da tutto il Clero, e reso più augusto dalla Tribuna istrumentale ed orale, e la Panegirica Orazione». Il 2 maggio, infine, la statua della Vergine fu portata in processione, con a sinistra quella di san Severo e preceduta da 22 simulacri di santi; parteciparono le confraternite, i seminaristi, il clero, il vescovo e le autorità. Sul programma si legge: «Nel corso che farà il religioso corteo le prodigiose Statue di Nostra principal Padrona Maria Vergine, e del Nostro Protettore poseranno sopra due altari predisposti sino a che la grata pietà sciolga il voto delle oblazioni, e si consumino i preparati fuochi artificiali», ossia le batterie, segno di gioia e offerta votiva per la Vergine e i santi.
Nel 1908, ripristinato il patronato principale di san Severino, nella processione patronale di maggio la sua statua prese il posto alla sinistra della Madonna, passando quella di san Severo alla destra.
Col tempo la festa ha cambiato data, dalla prima passando alla terza domenica di maggio. Nel 1963 la solennità della patrona è stata spostata all'8 maggio, anniversario dell'incoronazione del 1937.

## Le batterie
Parenti delle mascletás valenciane (Spagna), le "batterie", note anche col nome di "fuochi", sono sequenze di esplosioni di diversa intensità (quelle notturne, coloratissime, sono dette alla bolognese): aprono lo spettacolo le "rotelle", isolati giochi di luce e rumore; segue la "batteria" propriamente detta, una lunga miccia che, bruciando, fa esplodere botti in ritmica successione (a una serie di colpi ordinari corrisponde uno scoppio più forte, la "risposta", e ogni tre risposte deflagra la "quinta", un botto più violento, detto anche "rispostone" o "calcasso"), intervallata da bengala, mortaretti, fontane, "strappi" (colpi simultanei), accelerazioni delle risposte e squassanti frenate con cadenzate esplosioni di quinta, il tutto in crescendo verso l'ultima sezione del fuoco, il "finale" (o "scappata"), velocissimo e fortemente ritmato, che aumenta (anche coll'incendio sincrono di micce parallele) fino all'ultima grande detonazione.

Festa del Soccorso: l'incendio di una "batteria" nel quartiere del Rosario (primi anni del Novecento)

L'esorcizzante culto dello scoppio delle batterie, tuttora in uso in diversi comuni pugliesi (e non solo), caratterizza le feste sanseveresi almeno dall'età barocca. La prima testimonianza del fenomeno è un documento del 1707, in cui spicca l'invito rivolto dal clero parrocchiale di San Severino alla congregazione dei Morti al fine di «sollennizzare la festa di essa Santissima Pietà nell'ultima Domenica di Maggio […] co' ogni pompa possibile per maggior' aumento, e devotione di essa Santissima Vergine, con sparatorii». Il riferimento all'impiego di sparatorii in occasione della ricorrenza religiosa, raccomandato dallo stesso clero al fine di aumentare la pompa festiva e contemporaneamente sollecitare il sentimento devoto, non è enfatizzato o rimarcato da tratti di straordinarietà, e ciò non può che significare che l'incendio di rumorose batterie durante i festeggiamenti sacri è, nel 1707, una pratica usuale, tradizionale e radicata, indubbiamente in uso già nella seconda metà del Seicento.
Un primo esplicito riferimento documentario all'incendio di batterie nel corso di una processione è del 1748; in quell'anno diversi sacerdoti ottengono, dopo una lunga causa, l'ammissione nei capitoli parrocchiali come "partecipanti": la festosa processione d'insediamento nelle arcipreture, cui prendono parte anche il vescovo e il civico governo al completo, è seguita da «moltissimo Popolo, che andava sparando per li vichi molte botte, oltre le batterie di cinque mile e tre mile botte avante le rispettive Chiese». Anche in questo caso si scrive di queste esplosioni come di elemento nient'affatto eccezionale, del tutto consueto, e si deduce anche che il loro incendio durante i sacri cortei è cosa comune, in uso da lungo tempo; s'accenna inoltre alla distinzione (allora certamente abituale) tra batterie da cinquemila e batterie da tremila botti, di durata evidentemente diversa, e ciò significa che la produzione di questi artifici è già, a metà del Settecento, piuttosto elaborata, e non semplice e rudimentale.
Col tempo le batterie sono diventate sempre più l'insostituibile colonna sonora delle feste sanseveresi (e, in particolare, della festa patronale), un galvanizzante concerto di fuoco che, dalla prima metà del Novecento, si è arricchito di un ulteriore e precipuo elemento spettacolare: è all'incirca un secolo, infatti, che durante l'incendio delle batterie un numero sempre maggiore di fujenti corrono appresso il fuoco. Sfidando le scintille e la carta infocata, inseguiti dalle deflagrazioni sempre più forti e veloci sino al finale, essi danno vita a una spettacolare e adrenalinica corsa collettiva, una dionisiaca fuga dalla morte e dal dolore che, nel rullo ancestrale degli scoppi e sotto lo sguardo dei santi patroni e protettori, è tutta un inno alla più autentica gioia di vivere.
Nella seconda metà del Novecento, in più di un'occasione si è tentato - da parte sia dell'autorità civile sia di quella religiosa - di cancellare la tradizione della batterie o, quantomeno, di ridurne la potenza. Superate a furor di popolo le emergenze del 1968, del 1986, del 1989 e del 1990, nel 2002 il locale commissariato di Polizia intese applicare con estrema durezza una circolare ministeriale sulla sicurezza pubblicata il 22 gennaio 2001. La protesta non si fece attendere, e la domenica della festa patronale un gruppo di cittadini insorse bloccando la processione e costringendola a un indecoroso rientro anticipato. In quell'occasione venne aggredito verbalmente l'allora Vescovo di San Severo. Un comitato si fece dunque carico di salvare la tradizione, ottenendo apposita delibera dalla Commissione consultiva centrale del Ministero dell'Interno (11/03E del 29 aprile 2003), che diede parere favorevole alla "non" classificazione delle batterie sanseveresi tra i manufatti esplodenti, definendole "serie di colpetti a salve per impiego da strada tipica di San Severo" (ovvero "colpetti a salve alla sanseverese").

## Forme, tempi e luoghi della festa

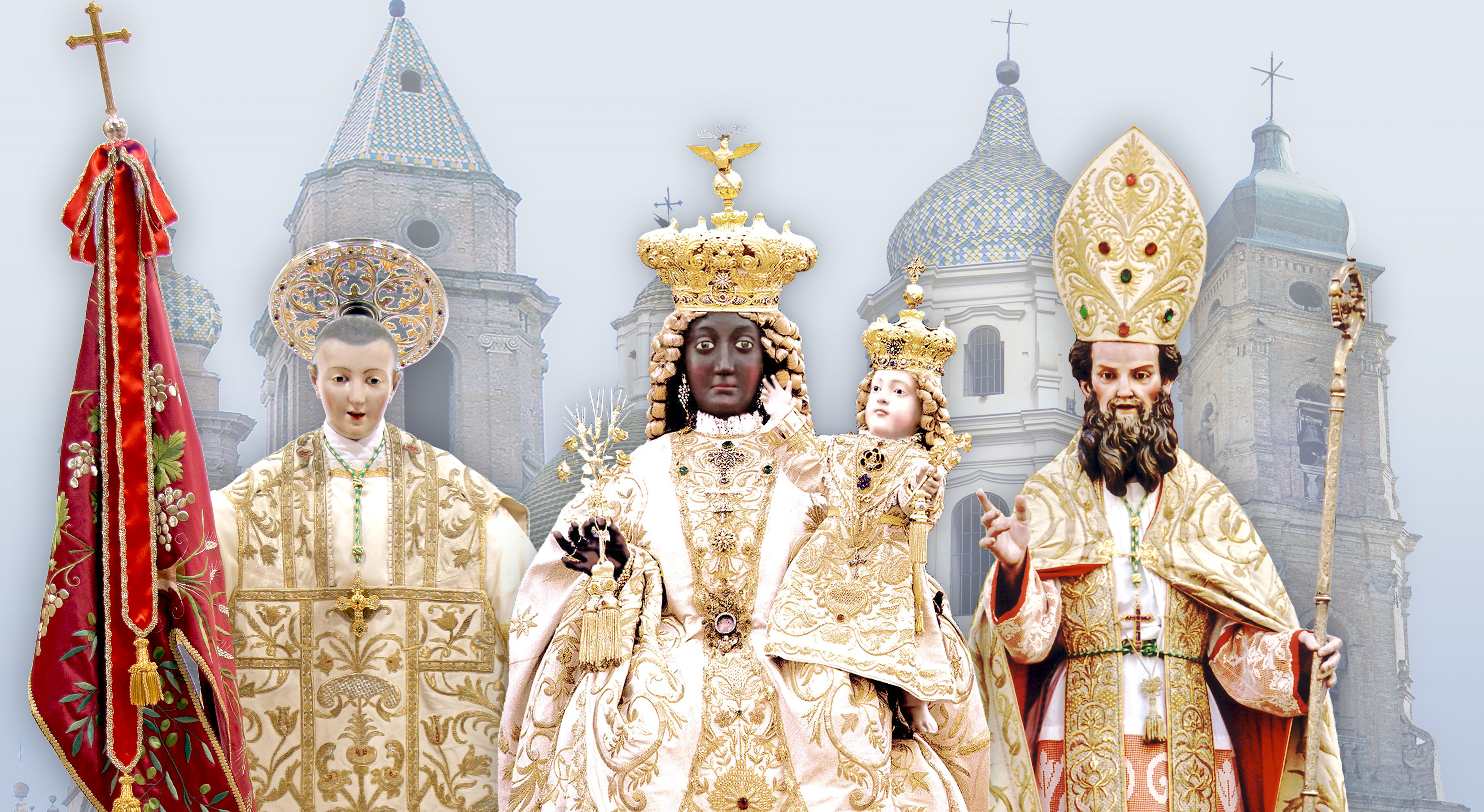
Le statue di san Severino, della Madonna e di san Severo

La festa del Soccorso vera e propria si celebra durante il "triduo" composto dalla terza domenica di maggio, dal sabato precedente e dal lunedì seguente (se la terza domenica coincide con la Pentecoste, la tradizionale processione domenicale con le relative batterie pirotecniche slitta al pomeriggio di Domenica, mentre il resto della festa resta invariato), preceduto da un solenne novenario mariano. Ma essa ha inizio con la lunga processione della prima domenica del mese, quando la statua della Madonna (dal suo Santuario) e quella di san Severino (dalla chiesa a lui dedicata) sono condotte, con un itinerario che varia di anno in anno, nella cattedrale, in cui si venera la statua di san Severo. Il massimo tempio diocesano è per l'occasione riccamente addobbato con drappi di seta e velluto frangiati d'oro, e i simulacri dei tre patroni sono collocati sull'altare maggiore, all'interno di un grandioso apparato effimero, ogni anno diverso.

### Il sabato
Alla vigilia della terza domenica, al mezzogiorno si calano dall'apparato le statue dei patroni e si accomodano le loro ricche vesti; l'effigie della Vergine è ornata delle corone auree e dei gioielli più preziosi custoditi nel Tesoro del Santuario; quindi, i tre simulacri sono sistemati su fercoli processionali in legno dorato (ben più fastosi rispetto a quelli usati per la processione della prima domenica). Nel primo pomeriggio giungono nella cattedrale i simulacri dell'Angelo Custode e dei santi arcangeli Raffaele, Gabriele e Michele, provenienti dal Santuario della Madonna. Più tardi si celebra un solenne pontificale (alcuni anni celebrato all'aperto, in piazza Incoronazione). Al tramonto - e così anche alla sera della domenica e del lunedì - si accendono le luminarie che decorano le più importanti vie cittadine e, in particolar modo, piazza Incoronazione, dove si monta una grande luminaria alta all'incirca quindici metri.

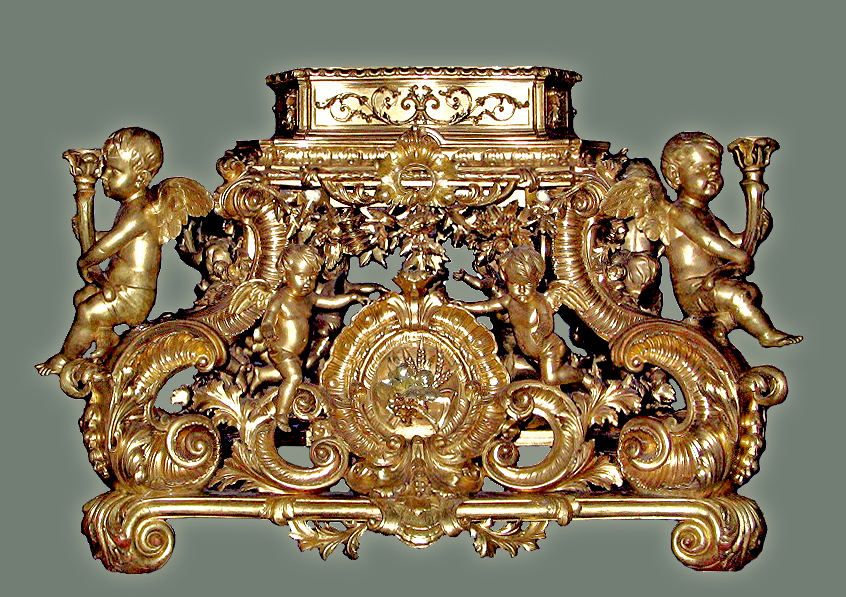
Il Fercolo della Madonna del Soccorso

### La domenica
La domenica, alle ore dieci, prende avvio la solenne processione. Vi partecipano il Vescovo, il capitolo cattedrale e il clero diocesano, l'Arciconfraternita del Soccorso (riconoscibile dalle mozzette celesti foderate di rosso), la Pia Associazione di San Severino Abate (mozzette gialle foderate di rosso), il gruppo di San Severo Vescovo (mozzette rosse foderate di giallo) e degli Angeli (mozzette celesti foderate di bianco), quindi le autorità civili e militari. La processione è aperta dallo stendardo del Soccorso, seguito dalle statue dei quattro Angeli e da quelle dei tre patroni; il simulacro della Madonna, al centro, chiude il corteo, seguito da un grande baldacchino in seta bianca ricamata in oro, sorretto da otto aste piumate, e dai gonfaloni della città, della provincia e dei comuni ospiti; due bande musicali si alternano in coda al sacro corteo, suonando incessantemente. Se alla processione prendono parte altri simulacri (come in antico, quando si superava abitualmente il numero di trenta statue in corteo), essi prendono posto prima degli Angeli. Dopo aver percorso un breve tragitto all'interno del borgo antico, la processione, che dura mediamente oltre sei ore, percorre l'intero "Giro Esterno", il lungo anello viario corrispondente alla scomparsa cinta muraria medievale, per poi far rientro nella cattedrale.

### Il lunedì
La processione del lunedì è un po' meno ricca: le autorità civili e religiose non vi prendono parte, mentre le statue dei quattro Angeli fanno autonomamente ritorno al Santuario della Madonna prima che abbia inizio il sacro corteo. Esso comprende, quindi, i simulacri dei soli tre patroni (la statua di san Severo partecipa alla processione del lunedì solo dagli anni novanta del Novecento), preceduti dallo stendardo dell'arciconfraternita e seguiti dal baldacchino e da due bande musicali. In compenso, l'itinerario è più lungo, tanto che la durata della processione supera le sette ore (all'incirca dalle 10.30 alle 18.00). Al termine del tragitto, che fuori del borgo antico percorre corso Garibaldi, via Masselli, via don Minzoni, viale Matteotti, piazza Incoronazione, via Ergizio e via Soccorso, la statua della Madonna rientra nel suo Santuario, mentre i simulacri dei due santi patroni le fanno corteggio ai lati del portale. Rientrata l'effigie della Vergine, quelle di san Severino e san Severo proseguono insieme fino alla cattedrale, dove fa rientro il simulacro del santo vescovo. L'ultimo tratto della processione, infine, coincide col gioioso ritorno della statua di san Severino alla propria chiesa, accompagnata dalla folla plaudente al suono di marce bandistiche particolarmente briose.

### Oltre il triduo
I festeggiamenti esterni si estendono ben oltre il triduo, occupando le due settimane a cavaliere della terza domenica con concerti (bandistici, corali, di musica leggera, etc.), mostre, eventi vari e, soprattutto, spettacoli pirotecnici. Quanto a questi ultimi, particolarmente importanti sono le competizioni di fuochi in aria e di batterie serali.

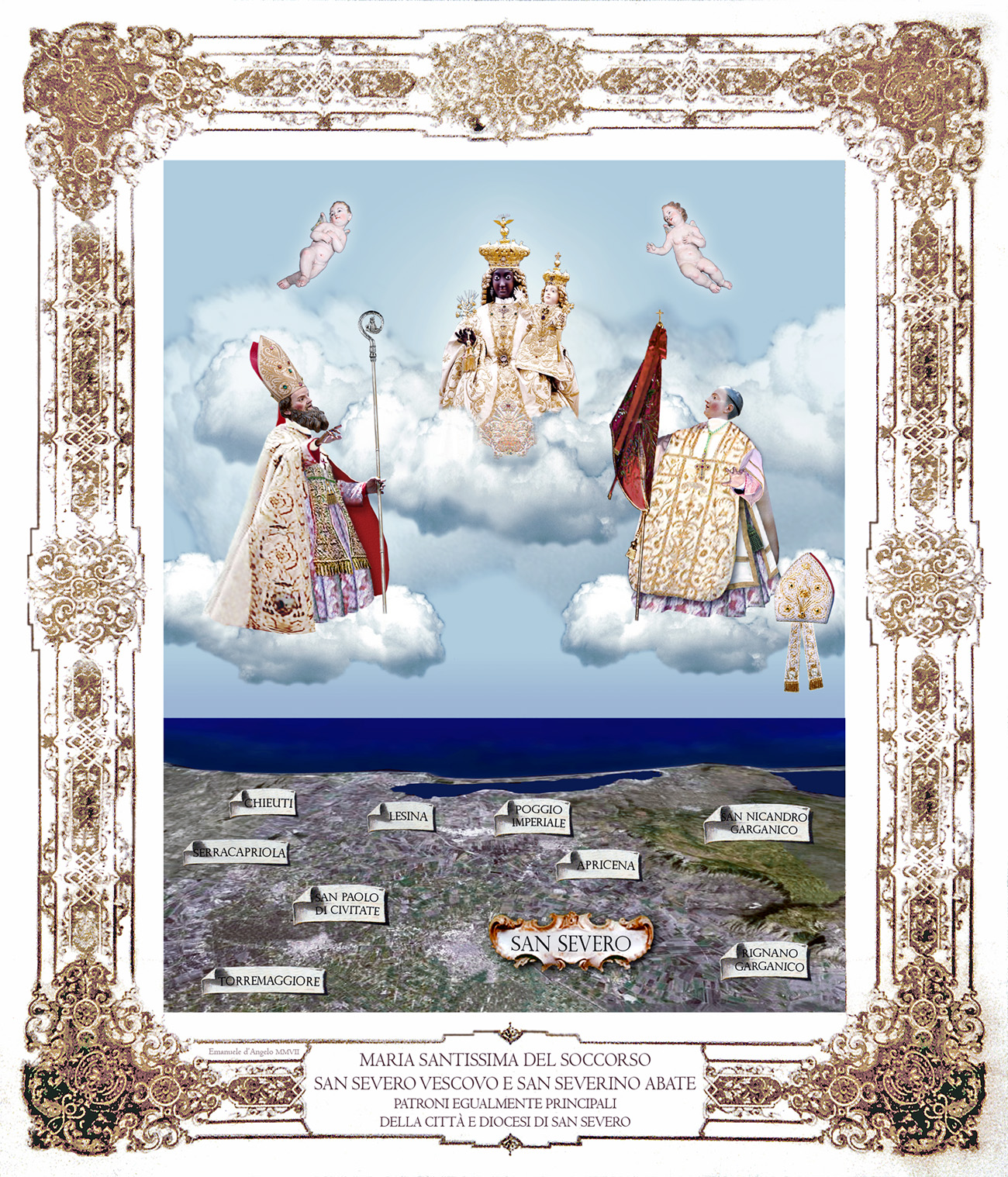
I patroni della diocesi di San Severo